# Delio Rossi
Delio Rossi (Rimini, Italia, 26 de enero de 1960) es un exfutbolista y entrenador italiano. Jugaba de centrocampista. 

## Carrera como jugador
En su etapa como futbolista, Delio Rossi ocupaba la posición de centrocampista y debutó a nivel profesional con el Forlimpopoli en 1978. Luego se fue a la Cattolica, aunque su etapa más prolífica fue en el US Foggia, donde jugó durante 7 años. Colgó las botas en 1989, siendo futbolista del Fidelis Andria.

## Carrera como entrenador
Delio Rossi es un entrenador que se caracteriza por usar una defensa de 4 hombres y por su trabajo con los jóvenes. 
Inicios
Su primera experiencia en los banquillos fue en 1990, al frente del Torremaggiore. En los años siguientes, entrenaría a US Foggia, Salernitana y Pescara en varias ocasiones. Logró ascender al conjunto de Salerno a la Serie A como campeón de la categoría de plata, pero descendió a la Serie C1 con los adrianeses. También dirigió al Genoa y al Lecce.
Atalanta
Desde la 15.ª jornada de la Serie A 2004-05, llevó las riendas del Atalanta, sin poder lograr la permanencia.
Lazio
Probablemente, sus mejores momentos como técnico los vivió con la Società Sportiva Lazio, a la que llegó en 2005. Dirigió al conjunto romano durante 4 temporadas, obteniendo una clasificación para la Liga de Campeones de la UEFA 2007-08 gracias al 3.er puesto en la Serie A 2006-07 y ganando la Copa Italia en 2009, justo antes de dejar el club por voluntad propia.
Palermo
A finales de 2009, se hizo cargo del Palermo, al que llevó a jugar la Europa League gracias a su 5.º puesto en la Serie A 2009-10. Fue destituido en febrero de 2011 tras encajar una goleada (0-7 ante el Udinese), y aunque volvería al equipo un mes y medio después, se desvinculó definitivamente de la entidad siciliana en verano, tras perder la final de Copa contra el Inter de Milán (3-1).
Fiorentina
En noviembre de 2011, fue contratado por la Fiorentina; pero fue despedido a falta de 2 jornadas para terminar el campeonato, con el equipo como 15.º clasificado. El día anterior, el conjunto viola había empatado contra el Novara, y Rossi había agredido a su jugador Adem Ljajić, quien previamente había insultado a su hijo al ser sustituido.
Sampdoria
En diciembre de 2012, se compromete con la Sampdoria, logrando salvarla del descenso (fue 14.ª en la Serie A 2012-13). Continuaría en el banquillo genovés hasta noviembre de 2013, cuando 3 derrotas consecutivas llevaron al equipo a puestos de descenso y terminaron provocando su cese.
Bologna
En mayo de 2015, sustituye a Luis Diego López en el mando del Bologna, logrando el ascenso a la Serie A tras triunfar en el "play-off". Sin embargo, solo logró ganar 2 partidos y perdió 8 en las 10 primeras jornadas del Calcio, por lo que fue destituido con el equipo como 18.º clasificado.
Levski Sofia
En agosto de 2017, fue presentado como nuevo técnico del PFC Levski Sofia. Solo estuvo una temporada al frente del equipo búlgaro, siendo 3.º en la Liga y finalista de la Copa.
Palermo
El 24 de abril de 2019, inicia su segunda etapa al frente del Palermo.

## Clubes

### Como jugador
| Club           | País   | Año       | Partidos | Goles |
| -------------- | ------ | --------- | -------- | ----- |
| Forlimpopoli   | Italia | 1978-1980 | 54       | 2     |
| Cattolica      | Italia | 1980-1981 | 29       | 3     |
| Foggia         | Italia | 1981-1987 | 127      | 3     |
| Vis Pesaro     | Italia | 1987-1988 | 22       | 0     |
| Fidelis Andria | Italia | 1988-1989 | 15       | 0     |

### Como entrenador
| Club                           | País     | Año       | P   | PG | PE | PP | % v.   |
| ------------------------------ | -------- | --------- | --- | -- | -- | -- | ------ |
| Torremaggiore                  | Italia   | 1990-1991 |     |    |    |    |        |
| Foggia (categorías inferiores) | Italia   | 1991-1993 |     |    |    |    |        |
| Salernitana                    | Italia   | 1993-1995 | 7   | 2  | 1  | 4  | 33.33% |
| Foggia                         | Italia   | 1995-1996 | 25  | 6  | 8  | 14 | 34.67% |
| Pescara                        | Italia   | 1996-1997 | 38  | 14 | 12 | 12 | 47.37% |
| Salernitana                    | Italia   | 1997-1999 | 64  | 25 | 20 | 19 | 49.48% |
| Genoa                          | Italia   | 1999-2000 | 22  | 6  | 6  | 10 | 36.36% |
| Pescara                        | Italia   | 2000      |     |    |    |    |        |
| Pescara                        | Italia   | 2001      |     |    |    |    |        |
| Lecce                          | Italia   | 2002-2004 | 86  | 28 | 29 | 29 | 43.8%  |
| Atalanta                       | Italia   | 2004-2005 | 26  | 8  | 5  | 13 | 37.18% |
| Lazio                          | Italia   | 2005-2009 | 184 | 76 | 52 | 56 | 50.72% |
| Palermo                        | Italia   | 2009-2011 | 64  | 32 | 11 | 21 | 55.73% |
| Palermo                        | Italia   | 2011      | 10  | 5  | 2  | 3  | 56.67% |
| Fiorentina                     | Italia   | 2011-2012 | 28  | 8  | 9  | 11 | 39.29% |
| Sampdoria                      | Italia   | 2012-2013 | 34  | 9  | 10 | 15 | 36.27% |
| Bologna                        | Italia   | 2015      | 18  | 4  | 4  | 10 | 29.63% |
| Levski Sofia                   | Bulgaria | 2017-2018 | 48  | 29 | 12 | 7  | 68.75% |
| Palermo                        | Italia   | 2019-     |     |    |    |    |        |